# Acromia striolata
Acromia striolata là một loài tò vò trong họ Ichneumonidae.